# 12669 Emilybrisnehan
12669 Emilybrisnehan è un asteroide della fascia principale. Scoperto nel 1979, presenta un'orbita caratterizzata da un semiasse maggiore pari a 2,7027023 au e da un'eccentricità di 0,1115547, inclinata di 11,80762° rispetto all'eclittica.